# Munditia aupouria
Munditia aupouria is een slakkensoort uit de familie van de Liotiidae. De wetenschappelijke naam van de soort is voor het eerst geldig gepubliceerd in 1937 door Powell.